# Araucaria araucana
Araucaria araucana hay Bách tán Chile là một loài thực vật hạt trần trong họ Araucariaceae (bách tán). Loài này được Molina K.Koch mô tả khoa học đầu tiên năm 1873.